# استن چارلتون
استن چارلتون (انگلیسی: Stan Charlton; ۲۸ ژوئن ۱۹۲۹ – ۲۰ دسامبر ۲۰۱۲) فوتبالیست اهل بریتانیا بود.
از باشگاه‌هایی که در آن بازی کرده‌است می‌توان به باشگاه فوتبال بروملی، باشگاه فوتبال آرسنال، باشگاه فوتبال لیتون اورینت، و باشگاه فوتبال لیتون اورینت، اشاره کرد.
وی همچنین در تیم ملی فوتبال آماتور انگلستان بازی کرده‌است.